# 保加利亚1876年起义
保加利亚1876年起义又稱四月起义（羅馬化：Aprilsko vastanie）是1876年4月至5月保加利亚人發動的一場反抗奥斯曼帝国的一场舉事。舉事最終被巴什波祖克镇压。期間约3万名群众遭屠杀，數百城镇、乡村被夷为平地。
之後波士尼亞地區也出現動亂,最後導致俄羅斯介入與土耳其開戰。